# Пёстрое (озеро, Петропавловск)
Пёстрое (каз. Пёстрое) — озеро в черте города Петропавловск Северо-Казахстанской области Казахстана. Находится на южной окраине города около сёл Тепличное и Куйбышевское.
По данным топографической съёмки 1940-х годов, площадь поверхности озера составляет 1,14 км². Наибольшая длина озера — 1,4 км, наибольшая ширина — 1 км. Длина береговой линии составляет 4,3 км, развитие береговой линии — 1,12. Озеро расположено на высоте 96 м над уровнем моря.
На берегу озера расположен городской пляж.
В 2011 году к 20-летию независимости Казахстана на берегу озера была установлена стела «Северная звезда», а рядом с ней разбит парк Независимости.
Озеро входит в перечень рыбохозяйственных водоёмов местного значения.